# SMS Cöln (1909)
Pour les autres navires du même nom, voir SMS Cöln.
Le SMS Cöln est un croiseur léger de la marine impériale allemande de la classe Kolberg, qui fut mis à l'eau le 5 juin 1909, et sombra à la bataille de Heligoland, le 28 août 1914. Il fut baptisé d'après le nom allemand de la ville de Cologne (Cöln en allemand avec l'orthographe de l'époque, actuellement la ville s'écrit Köln).

## Historique
Le croiseur est mis à l'eau à partir de l'arsenal Germania de Kiel. Il mesure 130,5 m de long, 15 m de large, a un tirant d'eau de 5,58 m, un tonnage de 4 350 tonnes et une vitesse de 26,8 nœuds. Il a un armement de douze canons de calibre 10,2 et son équipage se compose de 380 hommes en temps de paix.
Le navire se trouve en mer du Nord au début de la Première Guerre mondiale, sous le commandement du fregattenkapitän Meidinger, et lorsque la terrible bataille de Heligoland débute au matin du 28 août 1914, il reçoit l'ordre de quitter immédiatement Wilhelmshaven pour venir en aide aux croiseurs SMS Frauenlob et SMS Stettin qui se trouvent sous les feux de la Force Harwich de la Royal Navy.
Le commandant des torpilleurs, le konteradmiral Maaß, se trouve à bord du Cöln. Les grands navires de bataille ne peuvent pas, à cause du niveau bas de l'eau, passer la barre de la Jade extérieure, et cela aura des conséquences fatales pour la suite des événements. Le Cöln se dirige d'abord vers le croiseur britannique HMS Arethusa, à bord duquel se trouve le commandant de la Force Harwich, Reginald Tyrwhitt, et qui est appuyé par huit destroyers. Ceux-ci sont en train de combattre le SMS Mainz qui est bientôt coulé. Le Cöln, quant à lui, doit affronter cinq croiseurs de combat britanniques, sous les ordres du vice-amiral Beatty, venus à la rescousse de Tyrwhitt en difficulté. Le Cöln n'a aucune chance face au nombre de navires ennemis et à la qualité supérieure de leur armement. Il est coulé vers 14 heures 30 à l'ouest de Heligoland.

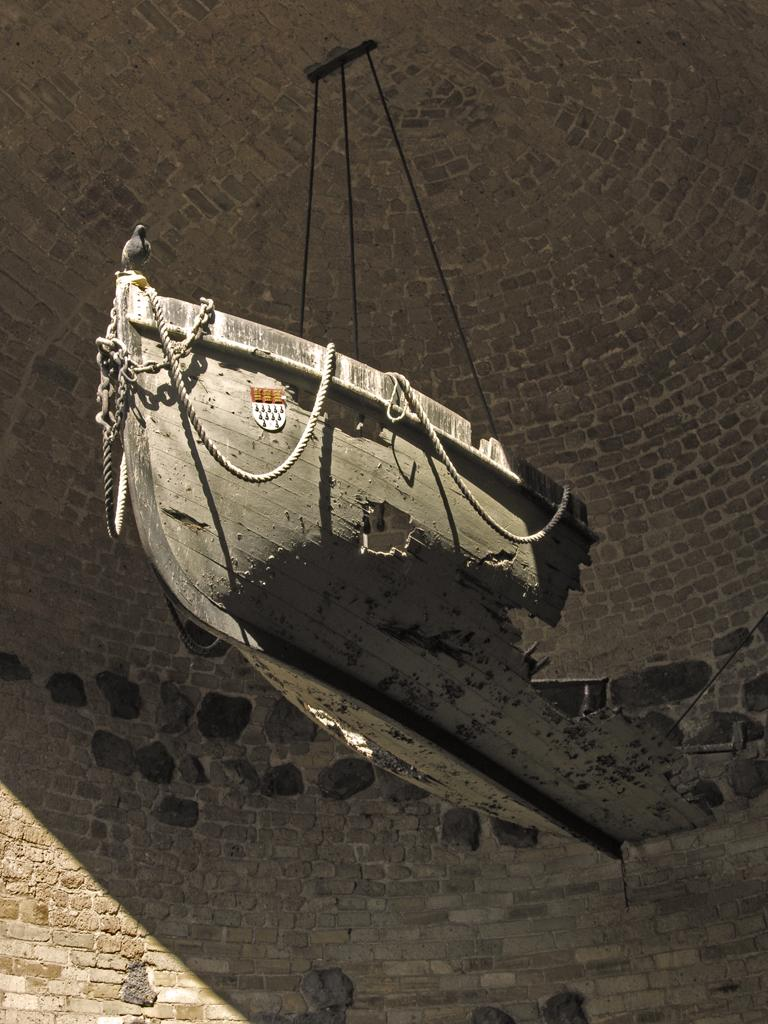
Épave du canot de sauvetage du Cöln

Deux cents hommes d'équipage, sur les 480 morts sous le feu, parviennent à s'échapper du navire avant qu'il ne sombre définitivement, mais ils finissent tous par se noyer les uns après les autres, sauf un seul homme, l'Obermatrose Neumann, qui a pu s'aggripper aux débris d'un canot de sauvetage et qui a été récupéré au bout de soixante-seize heures. L'épave du canot est aujourd'hui exposée à Cologne à l’Eigelsteintorburg.
Du côté allemand 712 hommes sont tués et 419 faits prisonniers.

## Source
- (de) Cet article est partiellement ou en totalité issu de l’article de Wikipédia en allemand intitulé « SMS Cöln (1909) » (voir la liste des auteurs).